# Monique Bauer-Lagier

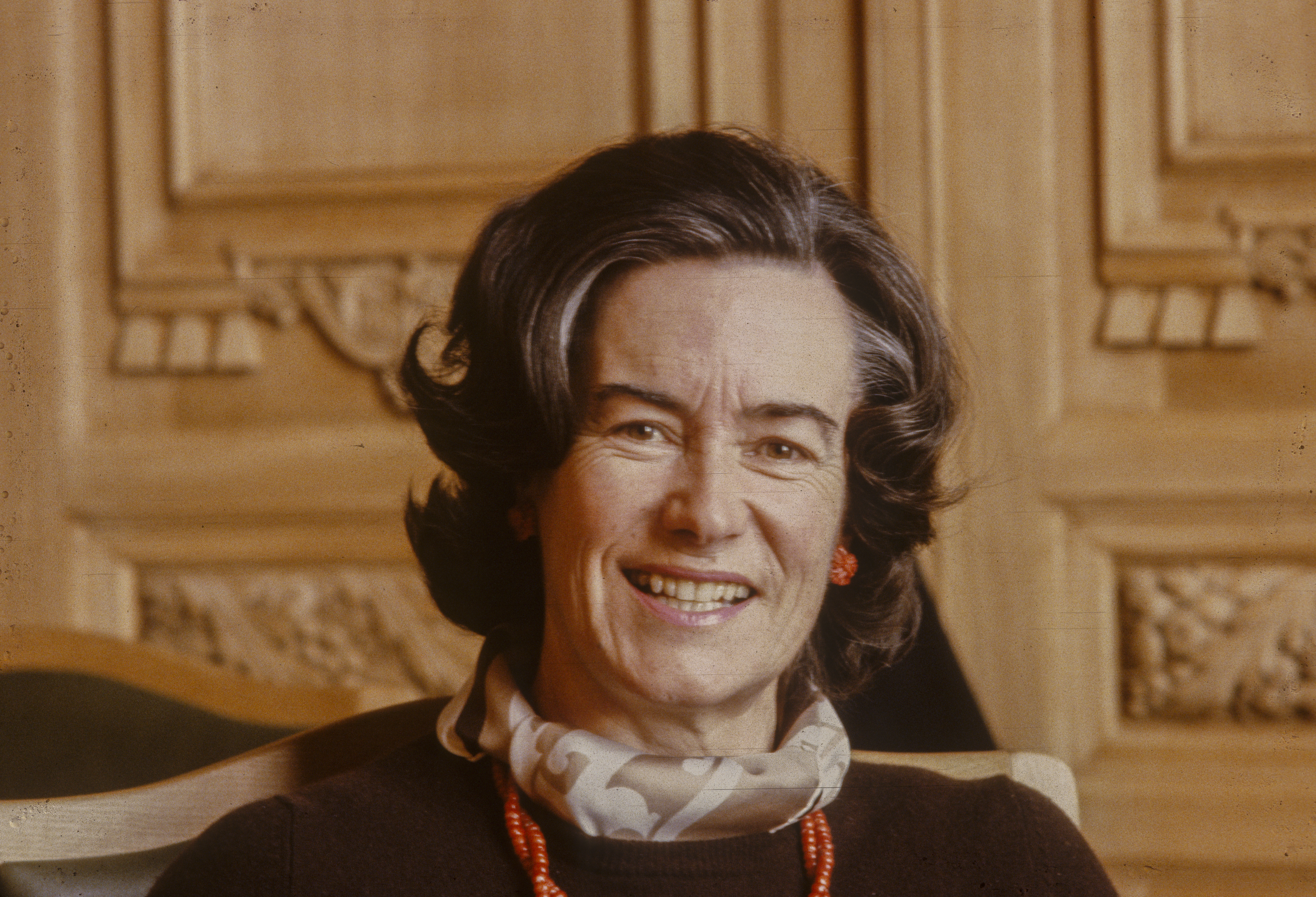
Monique Bauer (1979)

Monique Bauer-Lagier (* 1. Dezember 1922 in Meyrin; † 19. Februar 2006 in Onex, heimatberechtigt in Onex) war eine Schweizer Politikerin (LPS).

## Biografie

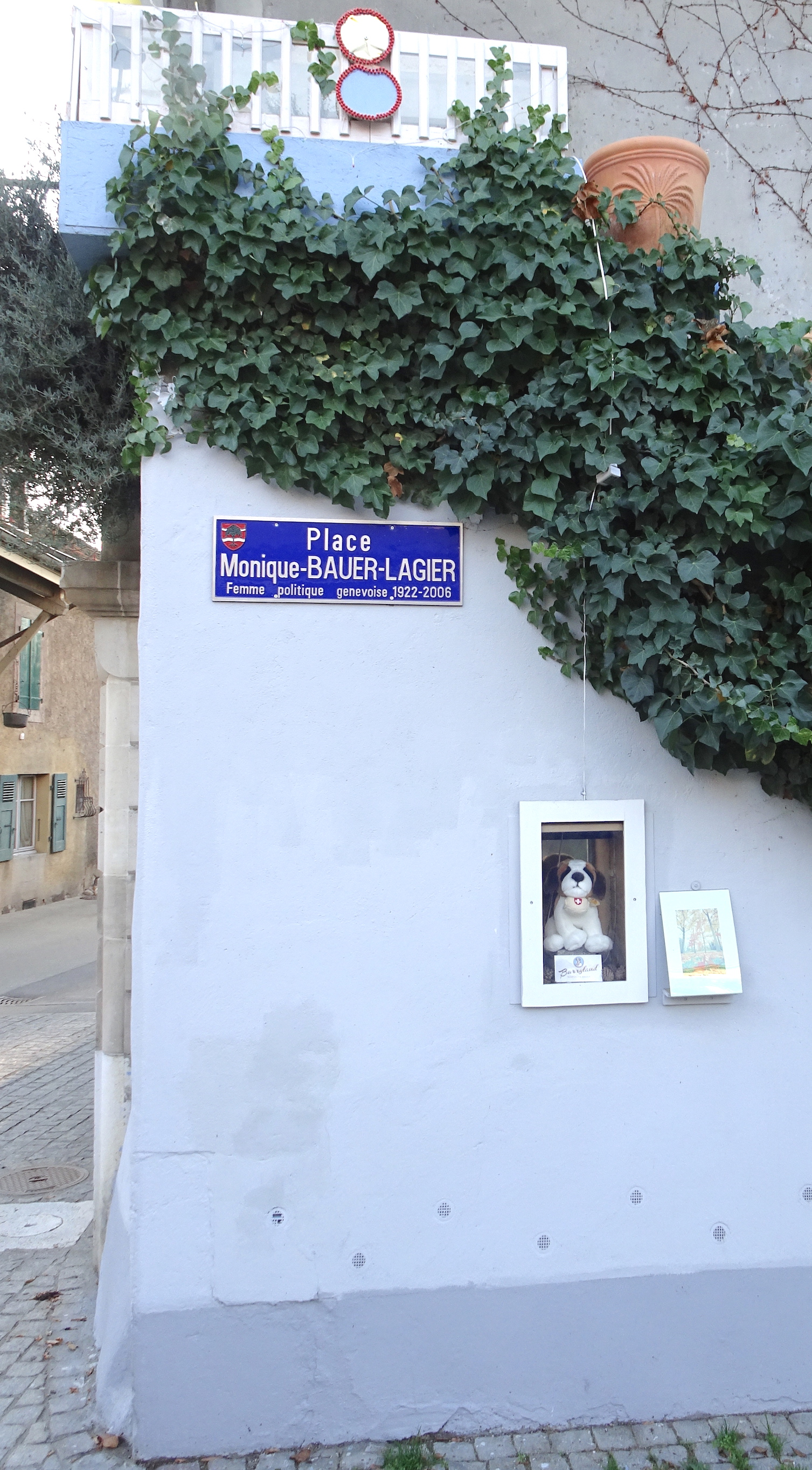
In Onex wurde ein Platz nach ihr benannt.

Bauer schloss 1941 die Matura ab und erlangte das Diplom der Pädagogik am Institut des sciences de l’éducation in Genf. Anschliessend war sie während acht Jahren als Lehrerin tätig.
Ihre politische Laufbahn startete mit der Wahl in den Grossen Rat des Kantons Genf im Jahre 1973, wo sie bis 1977 Einsitz hatte. Im Jahr 1975 wurde sie in den Nationalrat gewählt, ehe sie 1979 in den Ständerat wechseln konnte. Sie blieb dort bis 1987. Ferner war Bauer im Zentralvorstand der Liberalen Partei der Schweiz.
Sie setzte sich als Frauenrechtlerin für das neue Eherecht und für die Gleichberechtigung von Mann und Frau in den Eidgenössischen Kommissionen ein. Minderheitenschutz, ökologische Anliegen, eine neue Weltwirtschaftsanordnung zwischen Nord und Süd und ein aktiver Dialog zwischen Ost und West waren ihre Hauptanliegen. Sie setzte sich als Präsidentin für mehrere Organisationen ein – eine Parlamentariergruppe für Flüchtlinge, das Internationale Genfer Friedensforschungsinstitut, die Schweizer Aids-Hilfe, die Aktion Brot für Brüder, die Internationale Vereinigung französischsprachiger Parlamentarier und der Unir Suisses et Internationaux de Genève.